# رود کر (ایران)

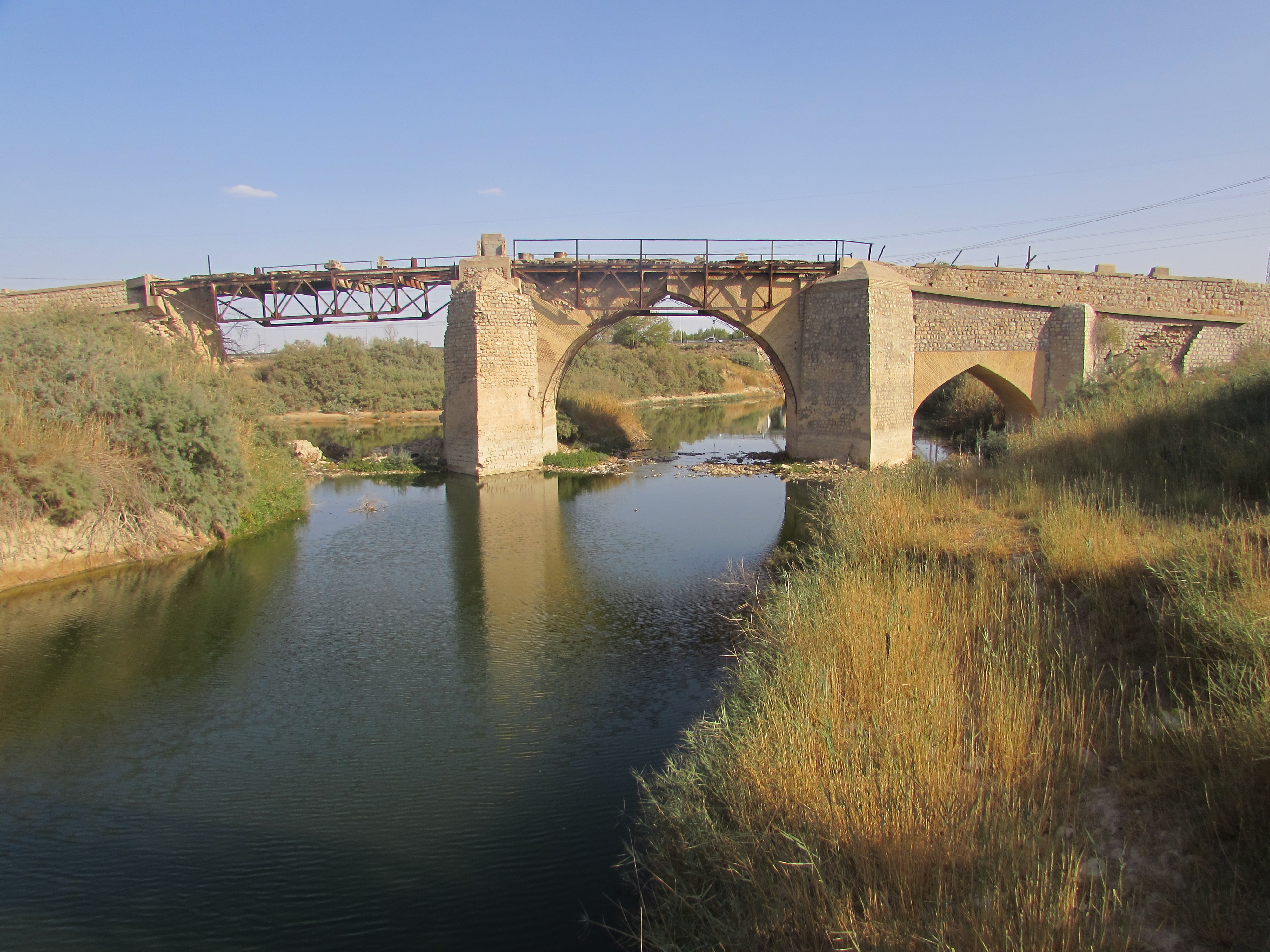
پل خان در جنوب شهر مرودشت که بر روی رود کر بنا شده‌است

رود کُر، بزرگ‌ترین رودخانه استان فارس است و یکی از منابع اصلی تأمین آب کشاورزی، صنعتی و آشامیدنی شهرهای شیراز، مرودشت و خرامه است. رود کر از کوه‌های زاگرس سرچشمه می‌گیرد که طبق اسطوره‌شناسی سومری و نوشته‌های پهلوی، به کوه‌های شرق سومر و غرب پارس «کور» به معنی «کوه» می‌گفتند که نام رود کر از اینجا ریشه گرفته‌است.
این رود از کوه‌های سید محمد، پالنگری، مارگون، گمبیل، دلخان، کهکران و تعدادی دیگر از چشمه‌های سپیدان سرچشمه گرفته و پس از پیوستن آب این چشمه‌ها به یکدیگر با نام رودخانه کر از ناحیه تنگ براق، به شهرستان مرودشت وارد می‌شود. رودخانه کر پس از گذر از سد ملاصدرا در اقلید و سپس دشت حاصلخیز کامفیروز وارد سد درودزنشده و پس از آن وارد دشت رامجرد می‌شود. در ادامه این رودخانه با گذر از جنوب شهر مرودشت وارد شهرستان زرقان شده و در نهایت با عبور از دشت کربال در شهرستان خرامه، به دریاچه بختگان می‌ریزد. طول رودخانه کر تا دریاچه بختگان ۲۸۰ کیلومتر است.

## ریشه‌شناسی
چند پنداره در این باره وجود دارد:
- کُر یا کور نام باستانی رشته کوه زاگرس است. بر طبق اسطوره‌شناسی سومری کور (کُر) اساساً نام یک کوه یا کوه‌هایی بوده، و معمولاً به کوه‌های زاگرس واقع در شرق سومر گفته می‌شد.[۲]
- کور همچنین نام دیگر امپراطوری اکد است که از سه هزار سال پیش و قبل از آن در منطقهٔ میان‌رودان گسترده شده بود.[۳]

## مسیر
سرچشمهٔ این رود از چهار شاخهٔ اوجان و رودخانه سپید و شور و مارگون تشکیل شده‌است. رود اوجان در شهرستان اقلید قرار دارد که از دشت سده و ابتدای آن از گور بهرام آسپاس و چشمهٔ حاجی‌آباد و قدمگاه سده شروع شده و در نزدیکی تنگ براق که هم‌اکنون سد ملاصدرا در مسیرش قرار دارد به رودخانه سپیدی که از چشمه سارهای خسرو شیرین جاری می‌شود می‌پیوندد و پس از گذشتن از تنگ براق به رود شوری که از دامنه‌های دنا سرچشمه می‌گیرد و از کنار دژکرد می‌گذرد اضافه شده و کمی جلوتر شاخهٔ مارگون به آن اضافه شده و در این محل رود کر نام می‌گیرد. این رود پس از گذشتن از دشت کامفیروز و در آخر با اضافه شدن رود سیوند به دریاچه بختگان می‌ریزد. در سال‌های اخیر به دلیل کاهش میزان آب رود کر، دریاچهٔ بختگان نیز دچار کاهش سطح و افزایش شوری آب شده‌است.

## باستان‌شناسی
در مسیر و محدودهٔ رود کر آثار باستانی متعددی وجود دارند. از مهم‌ترین آن‌ها می‌توان به مجموعهٔ تخت رستم و آرامگاه داریوش بزرگ اشاره کرد. با آبگیری سد سیوند در سال ۱۳۸۶ چندین اثر تاریخی در محدودهٔ باستانی تنگه بلاغی یه زیر آب رفتند.

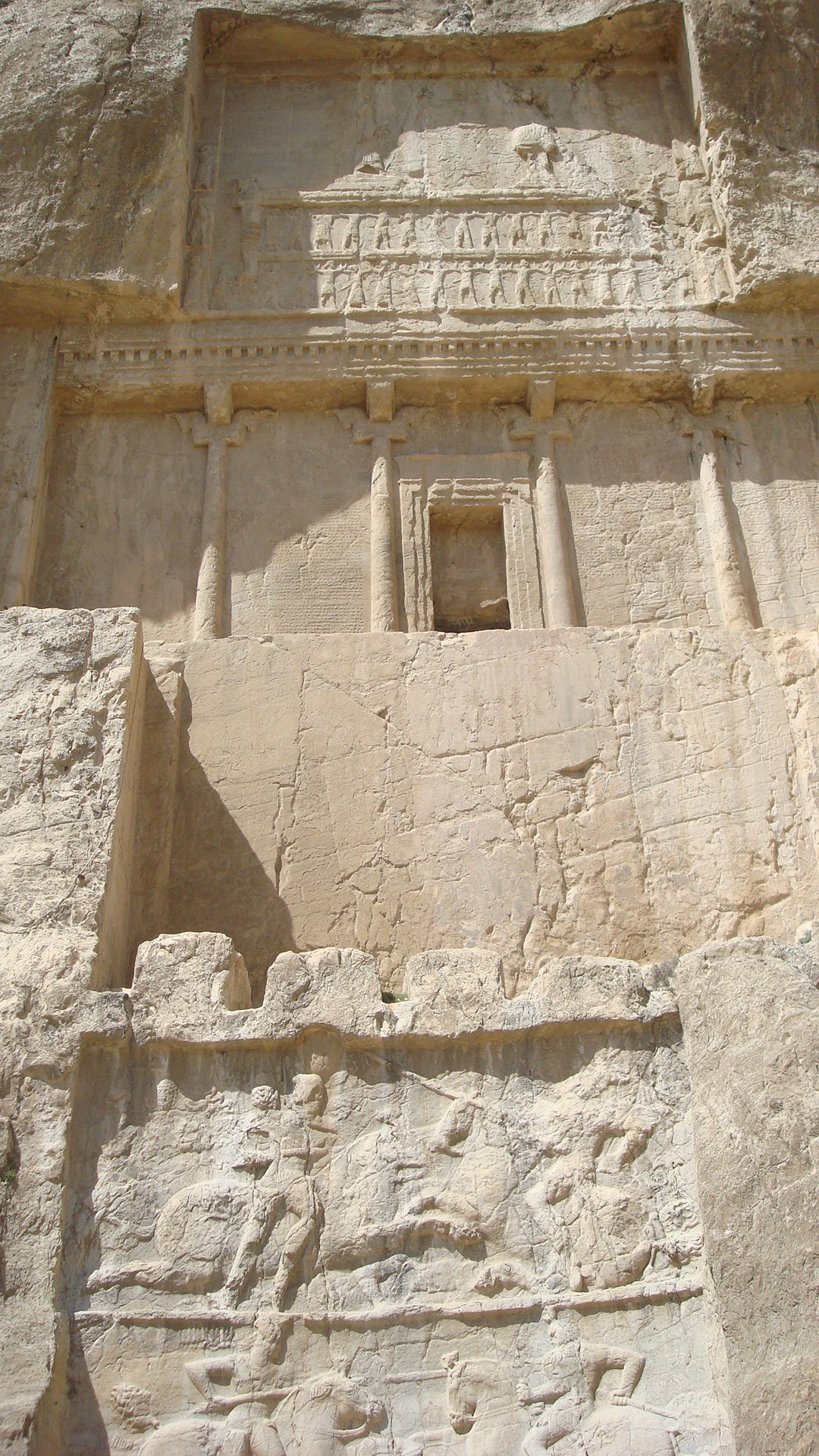
آرامگاه داریوش در نقش رستم

نخستین سد ساخته شده بر روی رود کر در حدود ۵۰۰ سال پیش از میلاد مسیح در دوران داریوش بزرگ و در جنوب تخت جمشید ساخته شد. سایر بندهای ساخته شده در مسیر رود کر عبارت اند از بند امیر، بند فیض‌آباد، بند تیلکان، بند موان، بند حسن‌آباد و بند جهان که برخی دارای ارزش تاریخی هستند.